# Angelo Ingegneri
Angelo Ingegneri (Venise, 1550 - Venise, 1613) est un poète italien, il a également écrit en dialecte vénitien (it).

## Biographie
Il est né à Venise dans une ancienne famille originaire de Burano et vivant à Bragora, on n'a pas d'informations sur sa jeunesse. En 1573, il traduit Remedia amoris d'Ovide, qui sera imprimé à Avignon en 1576 avec une dédicace au comte Conte Marcantonio Martinengo di Villachiara.

## Œuvres principales
- Caso occorso ad uno spagnolo coll'amica
- In lode di Bianca Cappello
- In occasione della guerra di Cipro
- La indiscrezione